# Bauhinia integerrima
Bauhinia integerrima  es una especie de planta con flor una leguminosa, familia Fabaceae.
Es endémica de Brasil, restricta, en áreas de la Mata Atlántica, al sur del estado de Bahia; el estatus de las subpoblaciones remanentes es desconocido.

## Taxonomía
Bauhinia integerrima fue descrito por Mart. ex Benth.  y publicado en Flora Brasiliensis 15(2): 197. 1870
Etimología
Bauhinia: nombre geneérico nombrado en honor de los hermanos herboristas y botánicos suizos; Caspar (1560-1624) y Johann Bauhin  (1541-1613). El primero fue botánico y médico, autor de un índice de  nombres de plantas y sus sinónimos llamado Pinax Theatri botanici, y profesor de anatomía y botánica en la Universidad de Basilea, que distinguía entre género y especie, y fue el primero en establecer un sistema científico de la nomenclatura, mientras que el segundo fue coautor de la gran obra Historia Plantarum universalis, publicado cuarenta años después de su muerte.
integerrima: epíteto latino que significa "entero, intacto".
Sinonimia
- Bauhinia odoratissima Moric.[8]